# Francisco Antonio de Escandón
Francisco Antonio de Escandón C.R. (Madrid, España, - Lima, Perú, 28 de abril de 1739) fue un religioso teatinos español que fue obispo de Concepción sede en Penco, entre 1724 y 1731, y XI arzobispo de Lima, desde 1732 hasta su fallecimiento en 1739. 

## Biografía

### Primeros años
Como fraile de la Orden de Clérigos Regulares fue profesor de teología en su convento de Madrid. Se hizo fama como orador sagrado, tanto que el rey Felipe V lo nombró predicador de la capilla real. En Nápoles, el rey lo propuso para ocupar el obispado vacante de Cerdeña, pero por su inclinación ascética declinó y retornó a España. Allí tuvo que acatar su nombramiento como obispo de Ampurias, pero antes de poder pasar a dicha sede fue promovido por el papa Inocencio XII a Chile como obispo de Concepción, sede en Penco, en 1723. 

### Obispo de Concepción
En la sede diocesana de Penco, encontró destruida la catedral y muy poco personal de sacerdotes. Con la ayuda de los fieles y del Rey de España logró levantar la catedral. También aprovechó para aportar mayor número de personas y dignidades para el esplendor del culto divino en ella.  Desplegó una activa labor misional llevando la visita de la diócesis hasta la frontera, donde los araucanos mantenían aún la guerra contra los españoles. Pero le fue muy difícil llegar hasta Chiloé, distante a 300 leguas de Penco, y se conformó con enviar delegados.
El seminario diocesano fue su dedicación permanente. Por falta de sacerdotes seculares, entregó la dirección del Seminario a los jesuitas en 1724. Este tuvo buenos profesores y maestros; en él se dieron títulos de teología a muchos sacerdotes escogidos como Manuel de Alday, futuro obispo de Santiago. En el Seminario hubo al principio 40 alumnos.
Favoreció el establecimiento de un beaterio de monjas trinitarias que se constituyó con monjas venidas de Lima. 
Solicitó a la Real Audiencia de Chile que se añadiera a su diócesis las parroquias de Cauquenes y Putagán, lo que fue rechazado. Reiteró su demanda, enviando peticiones al obispado de Santiago, a la Santa Sede y al Rey. El cambio de jurisdicción se llevó a cabo, pero solo en 1750, cuando era obispo de Concepción José de Toro y Zambrano Romo.
El 8 de julio de 1730 ocurrió un terrible terremoto que asoló Concepción y regiones aledañas, saliendo el mar por dos veces y causando grandes estragos. Durante este siniestro Escandón corrió grave riesgo de muerte y socorrió a los infelices pobladores con sus propios recursos. Escribiendo rey le informó que las tres partes de la ciudad de Concepción, dos y las más principales estaban por el suelo, “de modo que no cabe en la más alta ponderación la descripción de esta calamidad, ni la pueden registrar los ojos sin afligir los tristes corazones con la amargura de las lágrimas”.
Ese mismo año de 1730 se le ordenó partir hacia Quito, su nueva sede episcopal, pero por razones ajenas a su voluntad no pudo encaminarse a ese destino. Aún se hallaba en Concepción cuando le llegó la noticia de haber sido promovido a la Arquidiócesis de Lima, por nombramiento fechado el 18 de junio de 1731.

### Arzobispo de Lima
Viajó al Perú y desembarcó en el Callao el día 30 de enero de 1732, tomando posesión de su sede limeña el 13 de febrero. Recibió el palio de parte del obispo Andrés de Paredes y Armendáriz (nacido en Lima), que por entonces había sido nombrado para ocupar la sede vacante de Concepción, pero que después pasó a Quito.
Escandón inició la visita pastoral en los monasterios e iglesias de Lima. Luego salió de la ciudad, marchando hacia el sur y llegando a Ica, donde estuvo tres meses. Siguió luego hacia otros valles situados más al sur. Por el norte alcanzó hasta Chancay. 
En 1732 puso término a los disturbios que por tres años hubo en el convento de la Encarnación (uno de los monasterios más poblados de Lima) y que principiaron en 1729 con motivo de la elección de abadesa. Sor María de las Nieves, la abadesa vigente, obtuvo en ese entonces la mayoría de votos y fue reelegida en dicho cargo, pero como los estatutos prohibían la reelección, el entonces arzobispo fray Diego Morcillo reconoció como abadesa a Sor Rosa de la Cueva, quien había obtenido menos votos. Las enclaustradas se dividieron entonces en dos bandos, estallando un escándalo mayúsculo que obligó al Arzobispo Morcillo a tomar providencias muy severas contra varias religiosas, pasándolas a otros conventos y empleando hasta la fuerza armada. El arzobispo Escandón alcanzó a quietar los ánimos y devolver la paz al monasterio.
En 1735 proporcionó más extensión al beaterio de Amparadas o Recogidas agregándole un nuevo local. Logró restaurar la observancia religiosa de las Carmelitas y las Nazarenas. Con motivo de la canonización de San Francisco Solano, se realizaron en Lima festividades solemnes, que fueron las más pomposas hasta entonces vistas, las que fueron descritas en un libro escrito por el franciscano fray Pedro Rodríguez Guillén.
Por motivos de protocolo tuvo constantes roces con el virrey Marqués de Castelfuerte. En momentos difíciles, optó por el retiro. Falleció el 28 de abril de 1739, tras siete años y dos meses y medio de gobierno. Fue sepultado en la bóveda de la Catedral de Lima. Dejó como obispo auxiliar a Francisco Gutiérrez Galeano, que después sería promovido a la diócesis de Huamanga.